# Santa María de Argalo
Santa María de Argalo és una parròquia que es localitza en el sud de la vila de Noia, Galícia.
Segons el padró municipal de 2011 tenia 924 habitants (493 dones i 431 homes) distribuïts en 18 entitats de població, la qual cosa suposa un augment amb relació a l'any 1999 quan tenia 912 habitants.
L'església parroquial va ser construïda en el S.XVIII. Té una nau de planta de creu llatina, coberta a dues i quatre aigües a la zona de la capella major. La façana té una porta amb motllures, una fornícula, decorada amb pilastres acanalades i un fris, que alberga la imatge de la Verge. En un nivell superior hi ha una obertura ovoïdal. Sagristia, adossada a un dels laterals de la capella major. Torre-campanar, de tres cossos que destaca sobre la resta del conjunt per les seves grans dimensions, l'inferior té una balustrada, el central quatre maxons adornats amb pilastres i motllures i el superior està coronat per una cúpula, sobre la qual s'aixeca un pinacle. Té retaules, un d'ells de 1812 realitzat pels deixebles de José Ferreiro, i talles a l'interior. Com a curiositat, cal ressaltar, que no segueix l'orientació típica de les temples cristians que orienten l'absis cap a l'est i la porta d'entrada principal cap a l'oest. A l'església d'Argalo, l'orientació és justament l'oposada a l'habitual, és a dir, absis cap a l'oest i porta principal cap a l'est.
En aquesta parròquia es troba el Anta de Argalo o Dolmen dona Cova dona Moura, sepulcre megalític del Neolític, amb càmera poligonal de set lloses de planta gairebé circular i un corredor d'accés de 2´3 m. El monument mesura 5´5 m des del fons de la càmera al començament del corredor i té una altura de 2´5 m. Porta de 1´7 m orientada a l'est. Fins a finals del S.XIX va conservar la llosa de cobertura, que es calcula que fora d'uns 3,5 m. de forma gairebé circular. En el seu interior es van trobar puntes de fletxa de base triangular, destrals polides, ceràmica, làmines de sílex, un esferoide i diversos ídols de fang. Va ser declarada, per defecte, Bé d'Interès Cultural (BIC), segons la Llei de Patrimoni estatal de 1985 i incorporada al Registre de Béns d'Interès Cultural de la Comunitat l'any 2011.

## Entitats de població
- Argote
- Baia
- Balbargos
- Becollo
- Beiro
- Bergondo
- Canaval
- Devesa
- Entrerríos
- Figueira
- Igrexa de Argalo
- Longras
- Lugariño
- Montiños
- Mosteiro
- Páramo
- Piñeiro
- Ponte de Argalo
- Ponte de San Francisco
- Portugalete
- Rúa Nova
- Sobreviñas
- Sueiro
- Torno
- Vilaboa

## Galeria d'imatges

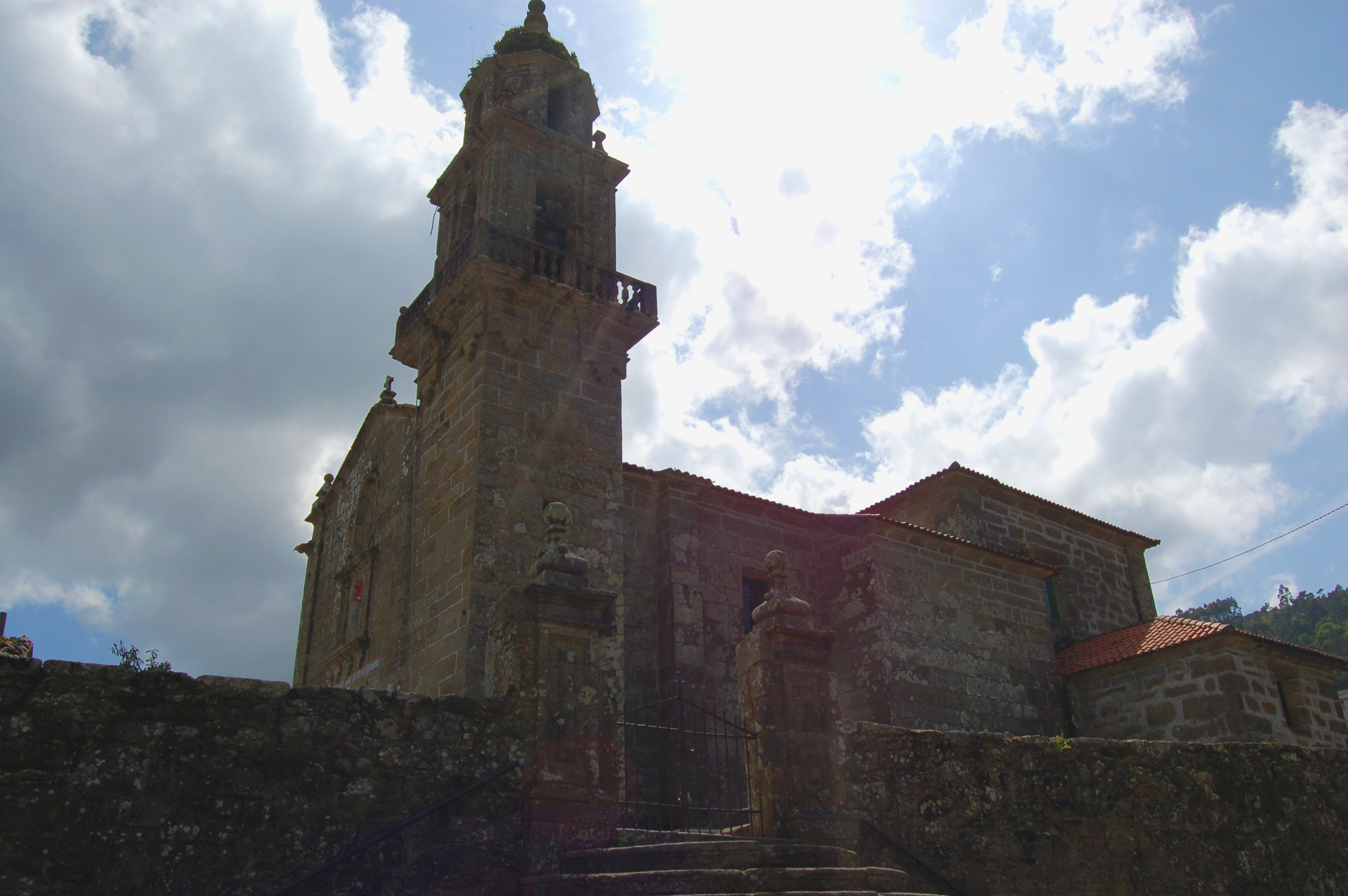
Església parroquial d'Argalo.
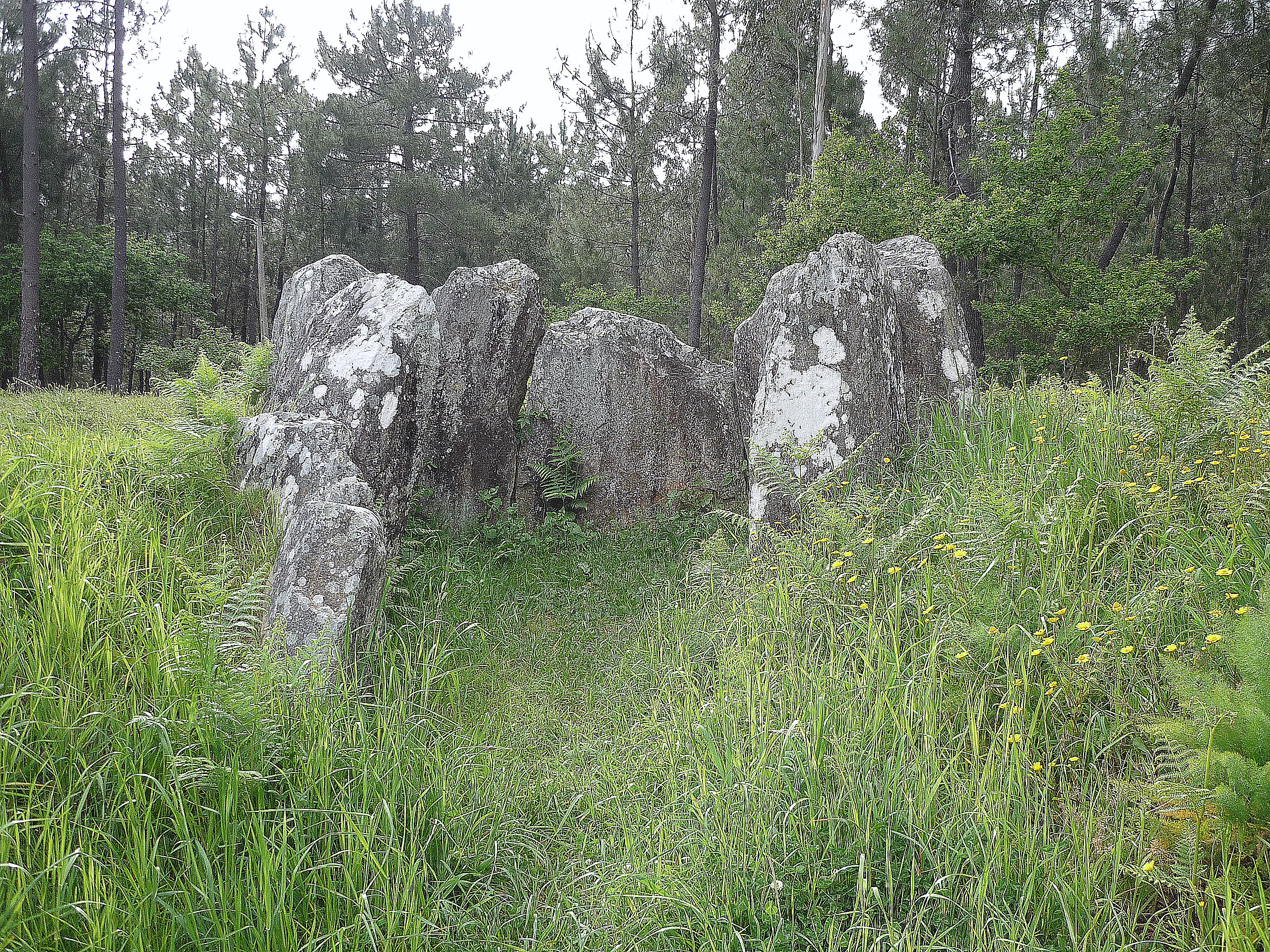
La Cova de Moura.
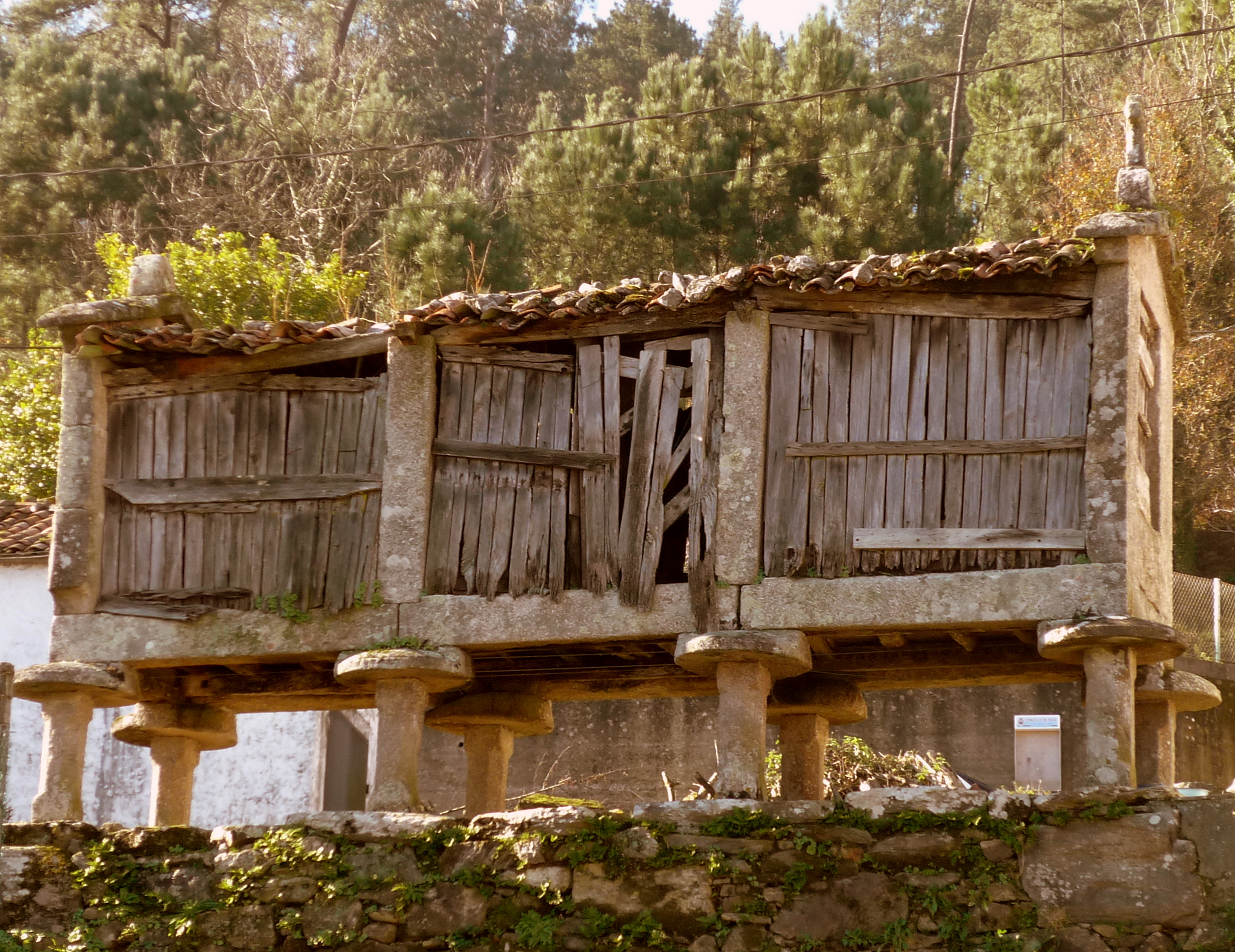
Hórreo (Graner) en Lugariño